# Bobovište (Aleksinac)
Bobovište (em cirílico: Бобовиште) é uma vila da Sérvia localizada no município de Aleksinac, pertencente ao distrito de Nišava, na região de Ponišavlje. A sua população era de 880 habitantes segundo o censo de 2011.

## Demografia
| 1948 | 1953 | 1961 | 1971 | 1981 | 1991 | 2002 | 2011 |
| ---- | ---- | ---- | ---- | ---- | ---- | ---- | ---- |
| 1424 | 1558 | 1623 | 1425 | 1340 | 1226 | 1074 | 880  |